# Hauneaue zwischen Neukirchen und Hermannspiegel
Hauneaue zwischen Neukirchen und Hermannspiegel este o arie protejată (arie specială de conservare — SAC, sit de importanță comunitară — SCI) din Germania întinsă pe o suprafață de 183,78 ha, integral pe uscat.

## Localizare
Centrul sitului Hauneaue zwischen Neukirchen und Hermannspiegel este situat la coordonatele 50°47′37″N 9°42′48″E / 50.7936°N 9.7133°E.

## Înființare
Situl Hauneaue zwischen Neukirchen und Hermannspiegel a fost declarat sit de importanță comunitară în noiembrie 2004 pentru a proteja 1 specie de animale. Situl a fost protejat și ca arie specială de conservare în martie 2008.

## Biodiversitate
Situată în ecoregiunea continentală, aria protejată conține 2 habitate naturale: Cursuri de apă de la nivel de câmpie la nivel montan, cu vegetație Ranunculion fluitantis și Callitricho-Batrachion, Fânețe de joasă altitudine (Alopecurus pratensis, Sanguisorba officinalis).
La baza desemnării sitului se află o specie protejată de  nevertebrate: phengaris nausithous (Maculinea nausithous).
Pe lângă speciile protejate, pe teritoriul sitului au mai fost identificate 16 specii de plante, 4 specii de nevertebrate.